# دیکمن‌لی (آرتوین)
دیکمن‌لی (به ترکی استانبولی: Dikmenli) یک منطقهٔ مسکونی در ترکیه است که در آرتوین واقع شده‌است. دیکمن‌لی ۷۷ نفر جمعیت دارد.